# Protomiltogramma fasciata
Protomiltogramma fasciata är en tvåvingeart som först beskrevs av Johann Wilhelm Meigen 1824.  Protomiltogramma fasciata ingår i släktet Protomiltogramma och familjen köttflugor.
Artens utbredningsområde är Frankrike. Inga underarter finns listade i Catalogue of Life.